# منطقه سلطنتی گرینیچ
منطقه سلطنتی گرینویچ (به انگلیسی: Royal Borough of Greenwich) (‎i‎/ˈɡrɛnɪtʃ/‎, ‎/ˈɡrɪnɪdʒ/‎, ‎/ˈɡrɪnɪtʃ/‎ or ‎/ˈɡrɛnɪdʒ/‎) یک منطقه در بریتانیا است که در لندن بزرگ واقع شده‌است.
مساحت این منطقه ۴۷٫۳۵ کیلومتر مربع و جمعیت آن ۲۲۲٬۹۰۰ نفر می‌باشد.

## خواهرخوانده
شهرهای المپیا، ماریبور، تما، رینیکندورف و برلین خواهرخوانده‌های منطقه سلطنتی گرینویچ هستند.